# Гарднер, Ронни
Ронни Ли Гарднер (англ. Ronnie Lee Gardner; 16 января 1961, Солт-Лейк-Сити, штат Юта, США — 18 июня 2010, Драпер, штат Юта, США) — американский преступник, приговорённый к смертной казни за убийство в 1985 и расстрелянный стрелковым взводом в штате Юта в 2010 году, причём данный вид казни он выбрал сам. Дело Гарднера 25 лет ходило по судебной системе, что побудило палату представителей штата Юта принять закон по ограничению числа апелляций в делах о преступлениях, за которые назначена смертная казнь.
В октябре 1984 года Гарднер при ограблении в городе Солт-Лейк-Сити убил Мелвина Джона Оттерстрома. В апреле 1985 года, во время перевозки на судебные слушания по делу об убийстве, он, при неудачной попытке бегства, застрелил юриста Майкла Барделла. Гарднер был осуждён за два убийства и был приговорён к пожизненному заключению за первое убийство и к смертной казни за второе. В результате инцидента в зале суда штат Юта принял более строгие меры безопасности. Находясь в тюрьме штата Юта, Гарднер в 1994 году был обвинён в нанесении удара ножом сокамернику, по этому делу ему также грозила смертная казнь, но Верховный суд штата снял обвинение, поскольку его жертва выжила.
В сериях апелляций адвокаты защиты предоставили смягчающие обстоятельства проблемного воспитания Гарднера, который почти всю взрослую жизнь провёл в заточении. Его просьба о смягчении наказания была отклонена в 2010 году после того, как члены семей его жертв выступили против него с показаниями. Команда юристов Гарднера постоянно пыталась добиться рассмотрения дела в Верховном суде США, однако, последний отказался вмешиваться.
Казнь Гарднера в тюрьме штата Юта в июне 2010 года оказалась в центре внимания СМИ, поскольку это была первая казнь через расстрел в США за последние 14 лет. Гарднер заявил, что выбирает такой метод казни из-за своих мормонских корней. За день до казни церковь Иисуса Христа Святых последних дней выпустила заявление о своей позиции в отношении искупления кровью для отдельных личностей. Дело также вызвало споры о вопросе применения смертной казни и о том, был ли Гарднер обречён стать преступником, пережив трудное детство.

## Ранние годы
Ронни Ли Гарднер родился 16 января 1961 года в Солт-Лейк-Сити, штат Юта, и был самым младшим из семерых детей четы Дана и Рут Гарднер. Дан был горьким пьяницей и ушёл в другую семью, когда Ронни только учился ходить. Родители развелись, когда Ронни было 18 месяцев. Через шесть месяцев Ронни был найден блуждающим по улицам в одних подгузниках, ребёнок явно недоедал. Социальные работники составили петицию о том, что за ребёнком нет ухода, и поместили его под опеку, но вскоре вернули его матери. Отношения с отцом складывались сложно. Дан не верил, что Ронни его биологический сын и часто рассказывал ему о своём мнении. Согласно показаниям Ронни Гарднера, его растила старшая сестра, он часто подвергался сексуальному насилию со стороны своих братьев. Порой Ронни с сестрой убегали и искали убежище в лагере хобо. В возрасте 10 лет Ронни уже употреблял наркотики и алкоголь. Он и его брат Рэнди были арестованы за кражу ковбойских сапог и отправились в колонию для несовершеннолетних. Гарднер с горечью вспоминал, что его отец Дан пришёл в колонию и забрал брата домой, а его самого оставил.
Мать Ронни вышла замуж за Билла Лукаса, который в 1968 году подвергся заключению в тюрьме штата Вайоминг. В конечном итоге в семье Гарднер-Лукас стало девять детей. Ронни Гарднер восхищался Лукасом, который использовал своих пасынков как дозорных, когда обворовывал дома. Став подростком, Гарднер прошёл через череду лечебных учреждений, включая больницу штата Юта в городе Прово, где к нему применялись принудительные меры медицинского характера. Гарднер рассказывал, что будучи маленьким мальчиком, ему приходилось драться, чтобы защищать себя и отстаивать свой престиж. Гарднер признавался: «Я был злобным маленьким шельмецом».
Когда Гарднер пребывал в спецшколе «Индустриальная школа штата Юта» в городе Огден, его навестил Джек Статт, проживавший с его братом Рэнди. Согласно Гарднеру, Статт повстречал Рэнди на автобусной остановке и платил ему по двадцать пять долларов за оральный секс. Освободившись из школы в 1975 году, Гарднер остался со Статтом. Хотя социальные работники отмечали, что мужчины в доме одеваются как женщины, Статт официально стал приёмным отцом для Гарднера и его брата. Гарднер говорил, что Статт занимался с ними сексом и объяснял: «Я думал, что такая жизнь нормальна». Он заявил, что психологически был проститутом, живя со Статтом, который, по мнению психологов, соответствовал профилю педофила. Гарднер сказал, что это время было самым стабильным периодом в его жизни — «Джек был хорошим человеком и пытался нам помочь».
Гарднер продолжал с перерывами ходить в спецшколу, тогда он повстречал Дебру Бишофф в квартирном комплексе в Солт-Лейк-сити, где проживала его мать. Бишофф описывала Гарднера как «очень заботливого. Всю жизнь он оберегал меня от тяжёлых ситуаций». В мае 1977 года у Гарднера и Бишофф родилась дочь, а в феврале 1980 года — сын, но в том же месяце Гарднер был осужден за грабёж и отправлен в тюрьму штата Юта. 19 апреля 1981 года он совершил побег из блока максимальной безопасности. Он получил огнестрельное ранение в горло, когда пытался убить человека, который по его предположению изнасиловал Бишофф. В феврале 1983 года он, по подозрениям властей, возглавил тюремный бунт: заключённые забаррикадировались в блоке и разожгли огонь.
6 августа 1984 года Гарднер бежал из-под стражи из больницы университета штата Юта, ему удалось симулировать болезнь, вызвав рвоту. Он напал на офицера конвоя Дона Ливета и заставил его снять с себя наручники, сказав ему: «Я надеюсь, ты понимаешь, что когда вернётся доктор, мне придётся убить вас обоих.» Затем Гарднер так сильно ударил Ливета, что врачам пришлось использовать проволоку, чтобы восстановить лицо пострадавшему. После этого Гарднер, приставив пистолет к спине студента-медика Майка Линча, заставил его вывезти себя на мотоцикле. 11 августа почтальон нашёл оружие Ливета в почтовом ящике с запиской от Гарднера: «Вот оружие и бумажник охранника больницы. Я не хочу, чтобы кто-нибудь ещё пострадал. Всё что я хочу — это свободы».

## Убийства
В ночь на 9 октября 1984 года Гарднер ограбил таверну «Чиирз» в Солт-Лейк-Сити. Находясь под воздействием кокаина, он убил выстрелом в лицо буфетчика Мелвина Джона Оттерстрома. Крейг Уотсон, двоюродный брат погибшего, заявил, что грабёж «принёс преступнику меньше сотни долларов». Семья погибшего заявила, что Гарднер посетил похороны и сказал, что он друг детства погибшего. Полиция пошла по следу и три недели спустя арестовала Гарднера в доме его двоюродного брата. Гарднер заявил, что поднял стрельбу, потому что Оттерстром полез в драку, но следователи не нашли никаких доказательств его слов. Сумма залога была объявлена в 1,5 млн долларов. Его сообщник Дарси Перри Маккоу, сидевший за рулём машины, был также опознан и дал показания против него.
В ходе судебного разбирательства по делу об убийстве Оттерстрома 2 апреля 1985 года Гарднер пытался совершить побег, пустив в ход револьвер, пронесённый в зал суда Метрополитен в Солт-Лейк-Сити. Джим Кляйн из пожарного департамента Солт-Лейк-Сити полагал, что оружие было передано Гарднеру когда преступника провели через подземную парковку. Гарднер достал револьвер, но охранник Лютер Хенсли немедленно выстрелил Гарднеру в правое плечо. Затем Гарднер ранил в живот безоружного бейлифа (судебного исполнителя) Джорджа «Ника» Кирка. Прорвавшись в помещение судебного архива, Гарднер наткнулся на юристов Роберта Макри и Майкла Барделла. Согласно Макри, сначала Гарднер прицелился в него, а затем в Барделла, который выполнял работу на добровольных началах для своей церкви. Барделл воскликнул: «О, мой Бог», когда Гарднер выстрелил ему в глаз. Преступник попытался пробиться из здания, но был окружён дюжиной полицейских, бросил оружие, упал на пол и заорал: «Не стреляйте, у меня нет оружия».
Гарднера отправили в центр здравоохранения университета Юты, где его состояние сначала характеризовалось как тяжёлое, но в итоге он выздоровел. Барделл скончался через 45 минут в ходе операции в
больнице Святого креста. Кирк выдержал операцию и находился в критическом состоянии в
городской больнице. В ходе обыска в зале суда была найдена сумка с мужской одеждой в подвале под раковиной женского туалета. Прокурор Боб Скотт полагал, что оружие Гарднера было приклеено под водяным фонтанчиком на первом этаже. В миле от здания был найден и арестован безоружный Дарси Перри Маккоу. Его сестра Карма Джоли Хейнсуорт была приговорена к восьми годам тюрьмы за пронос одежды и сообщений при подготовке побега Гарднера. В то же время имя сообщника Гарднера, который передал ему оружие, оставалось неизвестным. Директор исправительного управления штата Уильям Викри одобрил действия тюремщиков, конвоировавших Гарднера, но шериф округа Солт-Лейк-Сити Н. Д. «Пит» Хауард сказал, что охраннику, стрелявшему в Гарднера, нужно было продолжать стрельбу до гибели Гарднера. Следствие установило, что конвоиры воздержались от стрельбы, поскольку Гарднер прикрывался заложником. Шериф Хауард заявил, что побег «выглядел тщательно спланированным» и показал брешь в безопасности на макете зала суда Метрополитен, позволявшей доступ в зоны транспортировки заключённых.
У Оттерстрома, скалолаза и ветерана специальных частей штата Юта, остались жена Кэти и пятилетний сын Джейсон. У Барделла, ветерана войны во Вьетнаме, бывшего инженера и члена церкви Суммы была подруга Донна Ню. Она выступала против казни Гарднера.

## Приговор и заключение

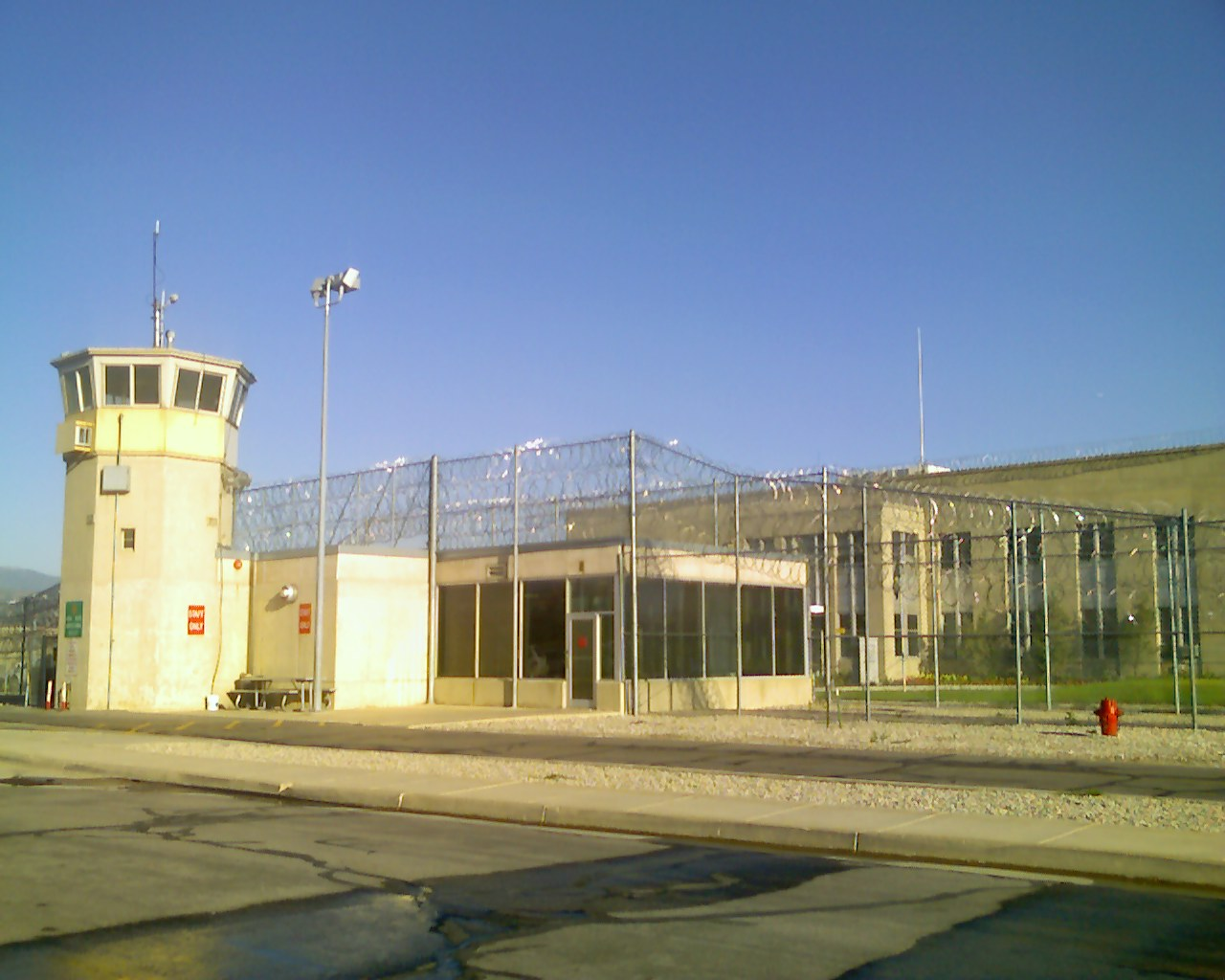
Гарднер провёл большую часть взрослой жизни в тюрьме штата Юта в г. Драпер.

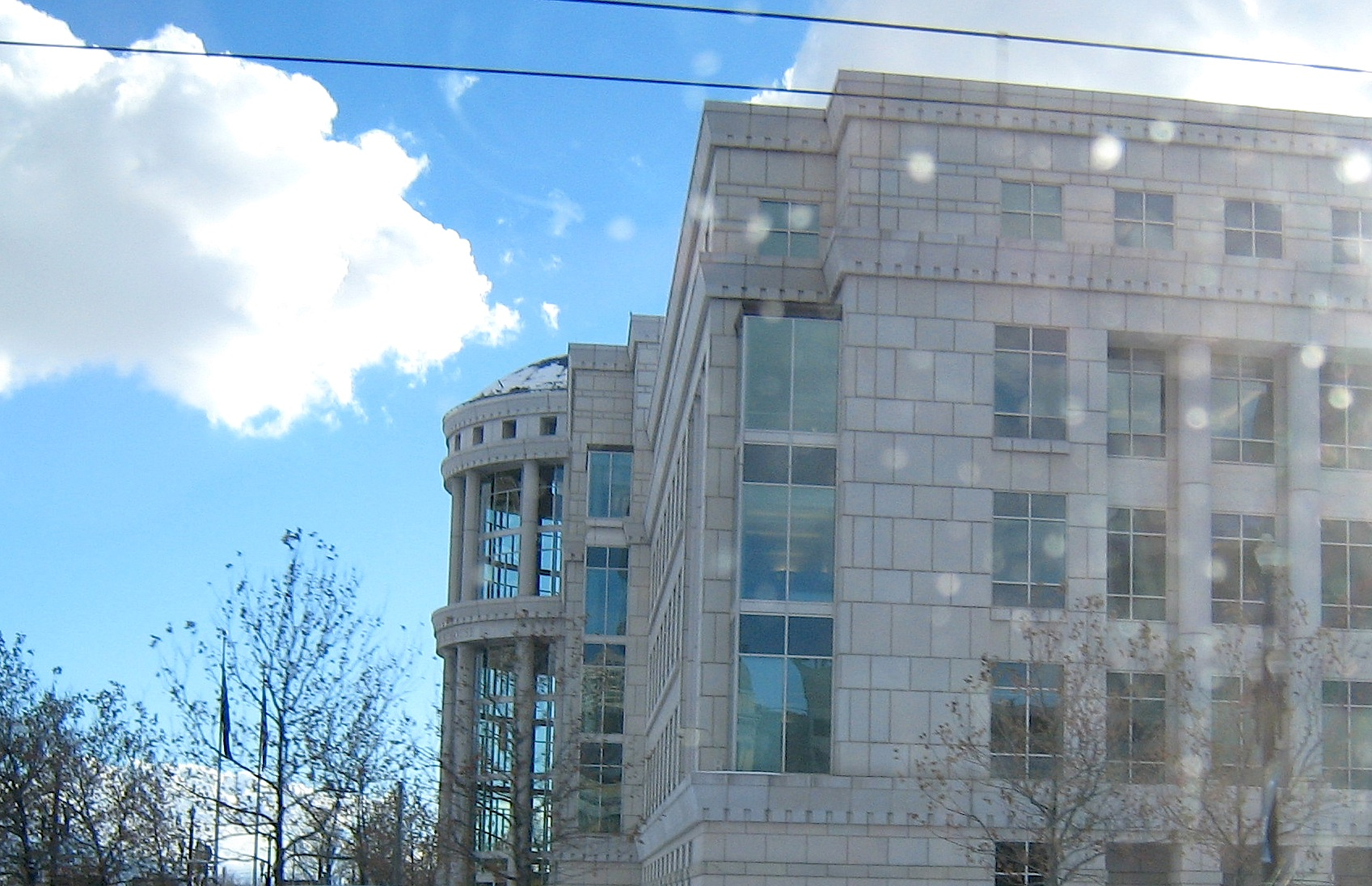
Побег Гарднера побудил усилить меры безопасности, которые были реализованы в новопостроенном здании суда им. Скотта Мэтисона.

Гарднеру был поставлен диагноз диссоциальное расстройство личности. В июне 1985 года Гарднер признал себя виновным в убийстве Оттерстрома и был приговорён к пожизненному заключению без права на освобождение. Некоторое время Гарднер угрожал сорвать последующие судебные слушания, поскольку его вынудили носить скобу на ноге, которая блокировалась при попытке побега. Охранники посоветовали ему вести себя пристойно перед потенциальными присяжными. 22 октября 1985 года судья округа Джей Е. Бэнкс выступил перед присяжными и заявил, что они могут вынести вердикт о виновности Гарднера в убийстве при смягчающих обстоятельствах, если посчитают, что он, стреляя в Барделла, действовал под влиянием психического или эмоционального принуждения. После трёхчасового совещания присяжные признали Гарднера виновным в убийстве с отягчающими обстоятельствами (такое преступление по американским законам наказывается смертной казнью). Гарднер был приговорён к смертной казни и в качестве её способа выбрал расстрел, а не смертельную инъекцию. Впоследствии, в 2004 году законодатели штата Юта отменили расстрел как метод казни, но приговорённые к расстрелу до его отмены (как Гарднер) могли быть казнены по выбранному ими способу казни. С 1976 года только двое смертников были казнены через расстрел и оба в штате Юта: Гэри Гилмор и Джон Альберт Тейлор. В отличие от Тейлора, заявившего, что выбирает расстрел, чтобы привести в замешательство власти штата, Гарднер, согласно заявлению его адвоката, не пожелал привлекать внимания и просто предпочёл умереть таким образом.

Я предпочёл бы умереть от старости, Ваша честь, но если это невозможно, я выбираю расстрельный взвод.
Ронни Ли Гарднер, 1985 год.
Оригинальный текст (англ.)
I'd prefer to die of old age, your honor, but if that ain't possible, I'll take the firing squad.
Ronnie Lee Gardner, 1985
— 
Гарднер стал самым молодым заключённым-смертником в штате Юта. Его заключение проходило не без приключений. 19 февраля 1987 года было проведено слушание по жалобе Гарднера и других заключённых на «неконституционное лишение свободы» в антисанитарных условиях со скудной пищей. 28 октября 1987 года Гарднер разбил стеклянную перегородку в комнате для свиданий и занимался сексом с женщиной, пока остальные заключённые кричали и забаррикадировали дверь. Согласно тюремному пресс-секретарю Хауну Бехавидесу, хотя Гарднер разбил светильники, офицер, находящийся в комнате наблюдения «всё-таки мог видеть, что происходит». Гарднер заявил, что стекло разбилось случайно. В 1993 году депутат законодательного собрания штата Юта Дэн Таттл предложил т. н. «закон Ронни Гарднера», согласно которому сотрудники правоохранительных органов получали право стрелять в заключённых, пытающихся сбежать, независимо от того «вооружены они или нет».
25 сентября 1994 года Гарднер напился (алкоголь изготовил самостоятельно, использовав раковину для брожения сырья) и стал наносить удары заключённому Ричарду «Фатсу» Томасу заточкой, изготовленной из пары солнцезащитных очков. Томас получил девять колотых ран в лицо, рот, руку и грудь (последнее угрожало его жизни), однако полностью поправился. Хотя Томас выжил, Гарднеру было предъявлено обвинение в другом убийстве с отягчающими обстоятельствами, поскольку по законам штата Юта под критерий убийств первой степени попадали нападения на других заключённых. Тем не менее, в истории штата не было прецедента, чтобы смертная казнь выносилась за нарушение данного закона. Адвокаты защиты оспорили этот закон, утверждая, что он не соответствует конституции, «устарел и является анахронизмом». Верховный суд штата Юты постановил снять обвинение с Гарднера, поскольку жертва осталась в живых.
В феврале 1996 года Гарднер угрожал подать в суд на штат Юта, чтобы вынудить власти штата привести приговор через расстрел в исполнение. На слушаниях в 1991 году он объяснил судье, что мысли о его детях склоняли его к выбору летальной инъекции, но позднее, когда они стали старше, он изменил своё мнение. Он заявил, что выбрал расстрельный взвод в связи со своими «мормонскими корнями». Гарднер также сказал, что законодатели пытались отменить расстрел вопреки убеждениям, распространённым в штате Юта, из-за опасений за облик штата перед предстоящей зимней олимпиадой 2002 года в Солт-Лейк-Сити.

Я предпочитаю расстрельный взвод. Это намного легче … и нет ошибок.
Ронни Ли Гарднер, 1996 год.
Оригинальный текст (англ.)
I like the firing squad. It's so much easier ... and there's no mistakes.
Ronnie Lee Gardner, 1996
— 
С 1998 года судебные заседания стали проводиться не в старом здании суда Метрополитен, а в здании суда им. Скотта М. Мэтисона (12-го губернатора штата Юта), которое обошлось во многие миллионы долларов. Причинами побега Гарднера, повлёкшего за собой человеческие жертвы, были объявлены открытый доступ и слабые меры безопасности в старом здании. Поэтому в новом здании суда были введены более жёсткие меры безопасности. Бывший прокурор Кент Морган заметил: «Гарднер абсолютно изменил это». 3 марта 2001 года здание суда Метрополитен было снесено.

## Действия защиты
В 2007 году федеральный судья Тина Кемпбелл отклонила апелляцию Гарднера. В апелляции утверждалось, что усилия адвокатов подсудимого были недостаточными, поскольку они не смогли доказать, что Гарднер не имел намерения убить своих жертв. 8 марта 2010 года апелляционный суд США десятого округа отклонил ходатайство защитников Гарднера по обжалованию приговора. Сам Гарднер трижды пытался дать ход процессу, но каждый раз защита убеждала его подавать апелляции. 23 апреля судья штата Робин Риз подписал приказ об исполнении, по которому властям штата предписывалось казнить Гарднера.
10 июня 2010 года прошли слушания по помилованию Гарднера. Адвокаты и медицинские эксперты защиты утверждали, что менингит, перенесённый Гарднером в 41 год повредил его мозг. Также Гарднер предавался токсикомании вместе со своими братьями (нюхали газ и клей) и играл со ртутью, которую украл его отчим из счётчиков газа с целью последующей продажи. Трое присяжных, приговоривших Гарднера к смерти, подписали аффидевит, где рекомендовали применить пожизненное заключение без права на освобождение, эта мера наказания была неприменима в штате Юта до 1992 года. Гарднер заявил, что он исправился, давал советы другим заключённым и что его интересует устройство фермы органического земледелия для молодёжи на 65 га территории в округе Бокс-Элдер, штат Юта. Адвокат Гарднера представил письмо клиента, адресованное Опре Уинфри, с просьбой о финансировании проекта. Гарднер также доказывал, что казнить его незаконно, поскольку со времени его преступления прошло столько времени.

Я могу сделать столько хорошего. Прежде всего, я хороший пример и лучшего примера того, что не следует делать, в штате нет.
Ронни Ли Гарднер, 2010 год.
Оригинальный текст (англ.)
I can do a lot of good. First of all, I'm a good example. There's no better example in this state of what not to do.
Ronnie Lee Gardner
— 
Заместитель главного прокурора штата Том Бранкер убеждал не проявлять милосердия: «Мистер Гарднер приговорён к смерти и заслужил такое наказание своим неустанным совершением насильственных преступлений». Семья покойного Джорджа (Ника) Кирка вспоминала, как выстрел Гарднера в Кирка повлиял на их жизнь и в итоге сократил жизнь Кирка. Дочь Кирка Барбара Вебб сказала: «Он сделал множество ужасных дел в прошлом и, я думаю, сделает их снова, если дать ему шанс». Джейсон Оттерстром, отца которого убил Гарднер, описал влияние преступления Гарднера на его семью. Заслушав показания семей жертв, Управление по помилованиям и освобождениям штата Юта отклонило просьбу о помиловании Гарднера, заявив, что вердикт присяжных и приговор «не является неприемлемым». Члены управления перечислили преступления Гарднера во время заключения и поставили под сомнение его усилия по исправлению как «слишком слабые и поздние». На слушаниях Гарднер показал, что оружием, которым он убил Майкла Барделла, его снабдил Дарси Перри Маккой. Заместитель прокурора округа Солт-Лейк-Сити Боб Скотт заявил, что Маккой не будет преследоваться по закону, поскольку единственный свидетель (Гарднер) будет казнён.

Мне жалко его, действительно жалко. Но он сделал свой выбор.
Тэми Стюарт, дочь Джорджа «Ника» Кирка, раненного Гарднером.
Оригинальный текст (англ.)
I feel really sorry for him; I do feel sorry. But he made that choice.
Tami Stewart, Daughter of shooting victim George "Nick" Kirk
— 
Верховный суд штата Юта 14 июня 2010 года поддержал решение суда низшей инстанции, тем самым исчерпав возможности Гарднера обжаловать приговор в пределах штата. Верховный суд США также 17 июня 2010 года отклонил окончательные апелляции, хотя в приказе суда указывалось, что отсутствующие судьи Стивен Брейер и Джон Пол Стивенс вынесли бы решения об отсрочке приговора. Губернатор штата Юта Гарри Герберт также отказался вмешиваться, заявив, что Гарднер получил «полные и честные возможности в суде». Главный прокурор штата Марк Шартлиф написал в Твиттере, что подписал бумаги о казни: 

Я только что дал разрешение директору Управления исправительных учреждений штата на приведение в исполнение смертного приговора Гарднеру
Оригинальный текст (англ.)
I just gave the go ahead to Corrections Director to proceed with Gardner's execution
— 
.

## Дебаты об отмене смертной казни

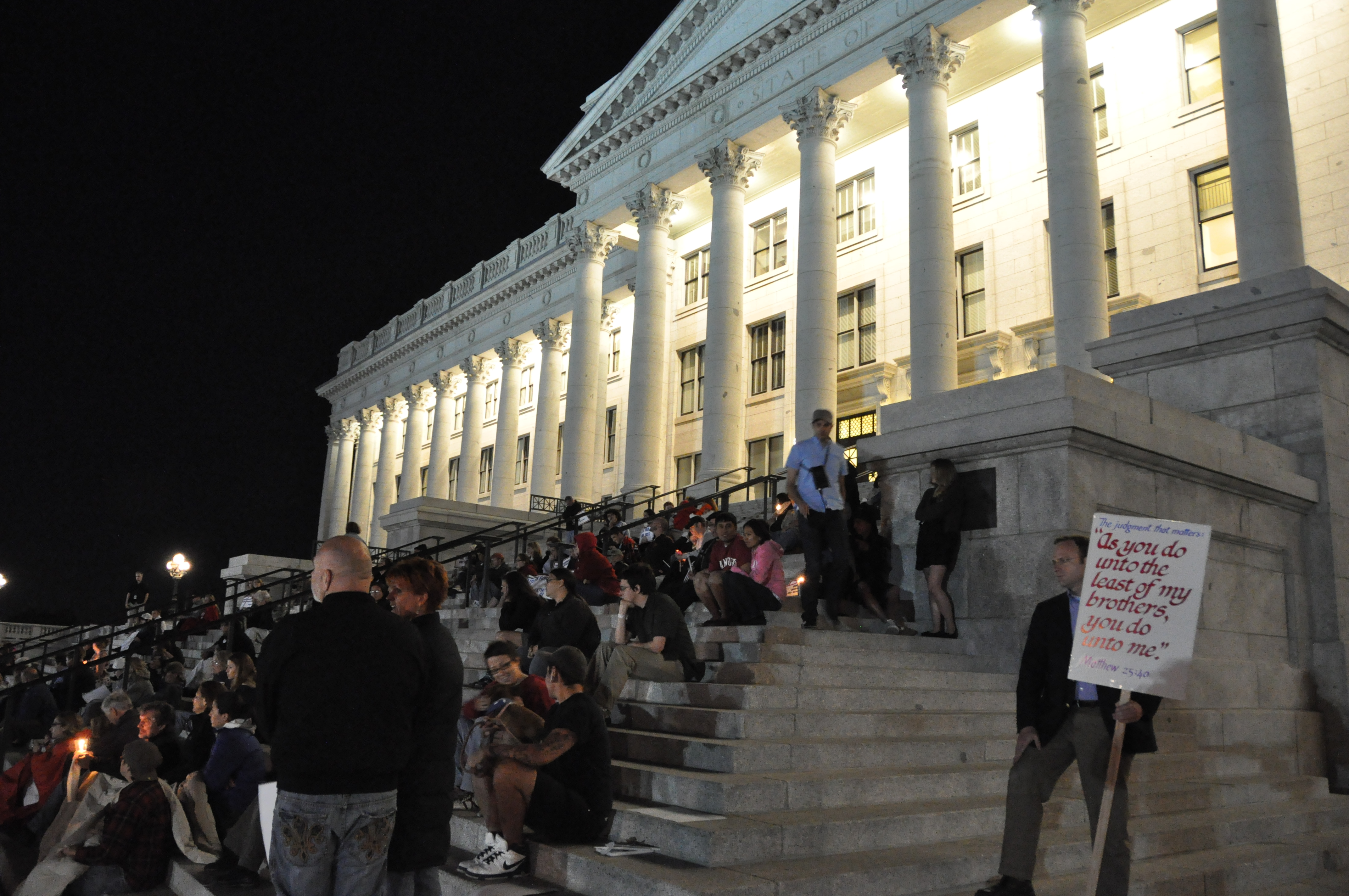
В ночь накануне казни Гарднера протестующие собрались у Капитолия штата Юта.

В ходе слушаний по последним апелляциям противники смертной казни собрались у Капитолия штата Юта. На собрании присутствовали члены семьи Гарднера. Собрание было организовано сообществом Utahans for Alternatives to the Death Penalty («Жители штата Юта за альтернативы смертной казни»). В поддержку протестующих выступил депутат палаты представителей штата Юта Брайан Кинг, он обещал бороться за пересмотр законов о смертной казни. Семья погибшего Майкла Барделла также выступила на стороне Гарднера, заявляя, что Барделл был пацифистом и выступал против смертной казни.
СМИ различных стран подняли вопрос искупления кровью, поскольку Гарднер упомянул о своих мормонских корнях при выборе казни через расстрел. Некоторые последователи мормонов считают убийство настолько серьёзным грехом, что грешник может искупить его только пролив свою кровь на землю. За день до казни Гарднера Церковь Иисуса Христа святых последних дней выпустила следующее заявление:

В середине девятнадцатого века, когда риторическое, эмоциональное красноречие было обычным явлением, некоторые члены церкви и лидеры прибегали к сильным выражениям, в том числе к идеям что люди могут искупить свои грехи отдав собственные жизни.
Тем не менее, так называемое «искупление кровью», согласно которому от людей требуется пролить собственную кровь, чтобы искупить свои грехи, не является доктриной Церкви Иисуса Христа святых последних дней. Мы верим (и учим) в бесконечность всеохватывающего искупления Иисуса Христа, который принёс всем людям возможность спасения и прощения грехов.
Оригинальный текст (англ.)
In the mid-19th century, when rhetorical, emotional oratory was common, some church members and leaders used strong language that included notions of people making restitution for their sins by giving up their own lives.

However, so-called "blood atonement," by which individuals would be required to shed their own blood to pay for their sins, is not a doctrine of The Church of Jesus Christ of Latter-day Saints. We believe in and teach the infinite and all-encompassing atonement of Jesus Christ, which makes forgiveness of sin and salvation possible for all people.
— 
Представители других вероучений также высказали своё отрицательное отношение к смертной казни. Преподобный Дэвид Генри из Первой баптистской церкви Солт-Лейк-Сити заявил: «Насилие порождает насилие… Это не работает. Это неэффективно и делает всех нас жестокими». Кардинал Кейт О’Брайен из римско-католической церкви позднее упоминал о деле Гарднера описывая «культуру мщения» в США.
Согласно опросам, начиная с 1990-х, поддержка смертной казни неуклонно ослабевала. Однако большинство жителей штата Юта всё ещё поддерживали смертную казнь во время до намеченной казни Гарднера. В 2010 году Кей Макиф из палаты представителей штата Юта предложил закон, требующий от всех осужденных указывать все аргументы к обжалованию приговора в своей первой же апелляции после осуждения, отметив, что, ввиду многочисленных апелляций Гарднера, он провёл в камере смертников около 25 лет. 1 февраля 2011 года законопроект прошёл через палату представителей штата Юта с результатом 67 голосов к 5 и согласно единогласному решению сенаторов прошёл через Сенат штата Юта 17 февраля. 22 марта 2011 года закон был подписан губернатором штата Юта. Закон запрещает любое приостановление исполнения приговора после первой апелляции без рассмотрения в суде новых доказательств (или апелляции в связи с беременностью осужденной), которые, по мнению судьи, могли бы существенно повлиять на исходное дело.

## Казнь
Управление по исполнению наказаний штата предоставило адвокату Гарднера Эндрю Парнсу документы о казнях через расстрел и смертельную инъекцию, о подготовке и компетентности расстрельной команды штата Юта. Парнс ознакомил с информацией Гарднера после того, как взял с него обязательство не передавать эту информацию кому-то ещё.

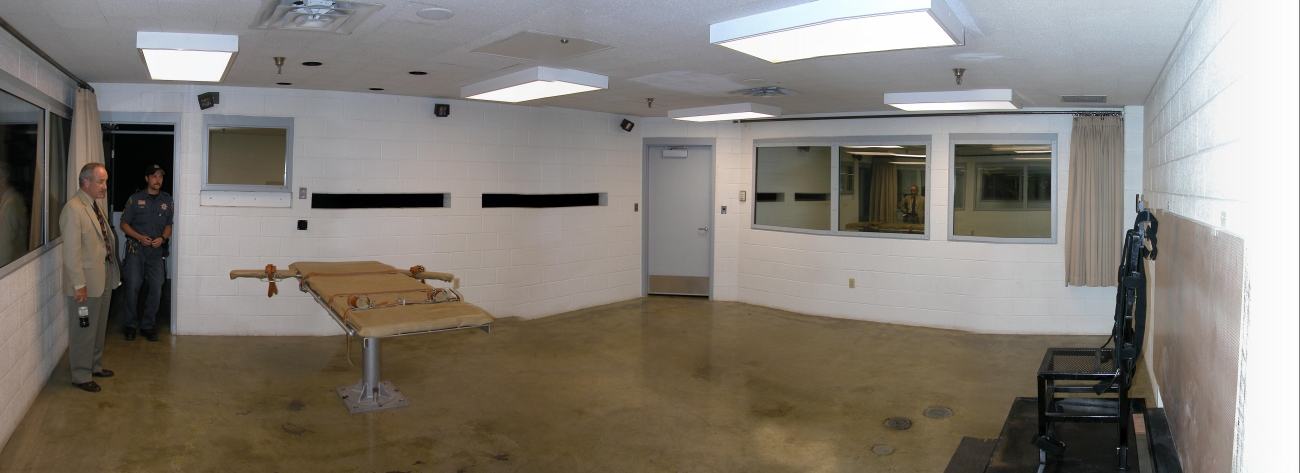
Комната для исполнения смертных приговоров в тюрьме штата Юта. Справа железное кресло, куда привязывается расстреливаемый. Слева бойницы для стрельбы и стол для смертельных инъекций.

15 июня 2010 года Гарднер принял свою последнюю трапезу: стейк, хвост омара, яблочный пирог, ванильное мороженое и газировка 7 Up, после чего начал 48-часовой период голодания, в ходе которого он смотрел трилогию «Властелин колец» и читал роман «Divine Justice». Согласно его адвокатам, голодовка была вызвана «духовными причинами». Перед казнью Гарднера посетили его семья и епископ мормонской церкви. Гарднер без принуждения проследовал к месту казни. На вопрос, есть ли у него последнее слово, он ответил: «Не знаю».
Приговор был приведён в исполнение 18 июня 2010 года в 12.15 по горному времени США в тюрьме штата Юта в г. Драпер. Гарднер был привязан к чёрному металлическому стулу, на голову был надет мешок. Вокруг него разложили мешки с песком с целью избежать рикошетов. Расстрельная команда была собрана из пяти анонимных добровольцев, все они были сертифицированными полицейскими. Полицейские построились в 7,6 м от Гарднера и прицелились в белую мишень, прикреплённую к его груди у сердца. Винтовки был заряжены патронами .30-30 Winchester. Одна из винтовок, выбранная случайным образом, была заряжена патроном с восковой пулей, чтобы нельзя было определить, чей выстрел стал смертельным. Согласно данным управления по наказаниям штата Юта, палачи использовали отсчёт от пяти, и перед счётом «два» полицейские дали залп. Гарднер был одет в тёмный комбинезон, который скрыл кровь, потёкшую из его ран. Медик снял мешок с головы Гарднера и, увидев его безжизненное лицо, а также установив отсутствие пульса на шее и
реакции зрачков на свет, в 12.17 констатировал смерть. Гарднер стал первым смертником, казнённым через расстрел в США после Джона Альберта Тейлора за 14 лет до этого. Служащим тюрьмы, принимавшим участие в казни, раздали памятные монеты. Семья и друзья Гарднера собрались за пределами тюрьмы со свечами , слушая песню «Free Bird» группы Lynyrd Skynyrd. По просьбе Гарднера они не присутствовали при казни. Некоторые надели шорты с номером Гарднера 14873. Тело Гарднера было кремировано, прах выдан его дочери, которая поехала с ним в Айдахо вместе с членами семьи.

В итоге, его дети и внуки получили шанс выразить свою любовь к нему. Я не уверен, что Ронни получал много любви за свою жизнь. По крайней мере в конце жизни он получил её.
Эндрю Вальдес, адвокат защиты.
Оригинальный текст (англ.)
Ultimately, his children and grandchildren got their chance to express their love for him. I'm not sure Ronnie had a lot of love in his life. At least in the end there, he got that.
Andrew Valdez, Defense attorney
— 